# Adam Żółtowski
Adam Żółtowski herbu Ogończyk (ur. 4 grudnia 1881 we Lwowie, zm. 7 maja 1958 w Londynie) – polski filozof, hrabia, powstaniec śląski, poseł na Sejm II kadencji w II RP z ramienia Związku Ludowo-Narodowego.

## Życiorys
Ukończył Gimnazjum św. Marii Magdaleny w Poznaniu i od 1900 studiował filozofię na uniwersytetach w Heidelbergu i w Monachium. W 1905 obronił w Monachium doktorat z filozofii, na podstawie pracy Graf August Cieszkowski's "Philosophie der Tat". W 1910 roku habilitował się na Uniwersytecie Jagiellońskim na podstawie pracy Metoda Hegla i zasady filozofii spekultaywnej. Jako docent wykładał tam historię filozofii w latach 1910–1914. Okres I wojny światowej spędził na Wileńszczyźnie, gdzie napisał obszerną pracę o filozofii Kanta .
Po odzyskaniu niepodległości pracował w Ministerstwie Spraw Zagranicznych. Uczestniczył w pracach Polskiego Komisariatu Plebiscytowego podczas przygotowań do plebiscytu na Górnym Śląsku, w  1921 brał udział w III powstaniu śląskim, odznaczony Krzyżem Walecznych .
Od 1920 do 1933 roku był profesorem historii filozofii na Uniwersytecie Poznańskim. W 1937 ogłosił studium o Kartezjuszu. Zbierał i ogłosił drukiem (z komentarzami) obszerną korespondencję Augusta Cieszkowskiego z Zygmuntem Krasińskim i korespondencję Zygmunta Krasińskiego z Delfiną Potocką. Członek Poznańskiego Towarzystwa Przyjaciół Nauk.
W latach 1928–1930 był posłem na Sejm Rzeczypospolitej Polskiej z listy państwowej Związku Ludowo-Narodowego. W 1933 roku został pozbawiony katedry z powodów politycznych, osiadł w majątku żony w Bolcienikach na Wileńszczyźnie .
Po agresji III Rzeszy i ZSRR na Polskę od września 1939 znalazł się na uchodźstwie w Londynie. Był jednym z założycieli Zrzeszenia Profesorów i Docentów Polskich Szkół Akademickich w Wielkiej Brytanii (1940), od 1945 roku aż do śmierci był prezesem tej organizacji. Zrzeszenie jako ośrodek myśli badawczej i pedagogicznej powstały w Wielkiej Brytanii było podstawą organizacyjną i kadrową powołania Polskiego Towarzystwa Naukowego na Obczyźnie i Polskiego Uniwersytetu na Obczyźnie. Był członkiem Senatu tego Uniwersytetu, w którym wykładał historię filozofii. W ramach kursu korespondencyjnego, prowadzonego przez Uniwersytet został wydany jego podręcznik, obejmujący w szczególności filozofię starogrecką (Platon i Arystoteles) .
Był współzałożycielem  Polskiego Ośrodka Naukowego (ang. The Polish Research Centre) w Londynie (1940). W latach 1940–1958, aż do chwili zgonu był dyrektorem Ośrodka, który pod jego kierownictwem zgromadził najobfitszą w Wielkiej Brytanii bibliotekę emigracyjną. Zginął w wypadku samochodowym .
Był członkiem założycielem i przewodniczącym Wydziału Humanistycznego Polskiego Towarzystwa Naukowego na Obczyźnie.

### Poglądy
Był znawcą filozofii niemieckiej, w szczególności Hegla i heglizmu, Cieszkowskiego i Kanta. Jako jeden z nielicznych w Polsce rozwijał neoheglizm. W polemikach z przedstawicielami szkoły lwowsko-warszawskiej bronił metafizyki i pluralizmu filozoficznego .

## Życie prywatne
Był synem hrabiego i polityka konserwatywnego Stanisława Żółtowskiego oraz Marii Jadwigi z książąt Sapiehów-Kodeńskich . Był bratem Leona (1877–1956), polityka, Pawła (1889–1985), majora dyplomowanego kawalerii Wojska Polskiego, Tomasza (1897–1935), podporucznika taborów rezerwy, Zofii (1887–1975), Marii (1891–1894) i Jadwigi (1893–1895).
W 1904 uzyskał papieski tytuł hrabiego (podobnie jak w 1877 jego dziad Franciszek i ojciec Stanisław).
W 1910 roku ożenił się z Janiną Marią z baronów Puttkammerów, prawnuczką Maryli Wereszczakównej.

## Dzieła

### Własne
- Graf August Cieszkowski's "Philosophie der Tot": die Grundzüge seiner Lehre und der Aufbau seines Systems, Posen 1904,
- O podstawach filozofii Hegla. Cz. 1, Zasada, metoda i pierwsze ustępy logiki Kraków 1907, Wyd. Gebethner i Wolff,
- Metoda Hegla i zasady filozofii spekulatywnej Kraków 1910, Wyd. Akademia Umiejętności,
- Filozofia Kanta, jej dogmaty, złudzenia i zdobycze Poznań 1923, Wyd. Poznańskie Towarzystwo Przyjaciół Nauk,
- O potrzebie i zadaniach historii filozofii w Polsce, Przegląd Filozoficzny, 30, 1927,
- Descartes, Poznań 1937, Wyd. Poznańskie Towarzystwo Przyjaciół Nauk
- Descartes polemistą, Przegląd Filozoficzny r. 40. zeszyt 2., Warszawa 1937 s. 152-171.
- Germany, Russia and Central Europe, Londyn 1942 (^2 1944),
- Border of Europe: a study of the polish eastern provinces przedmowa Ernest Barker, London 1950 Wyd. Hollis & Carter
- Zarys historii filozofii, Londyn 1952, Wyd. Polski Uniwersytet na Obczyźnie,
- East and West in European History, Londyn 1954.

### Redagowane
- Listy Zygmunta Krasińskiego do Augusta Cieszkowskiego, t. I-II, Kraków 1912,
- Listy do Delfiny Potockiej. I. 1839-1843.  Zygmunt Krasiński, przysposobił do druku Adam Żółtowski. Poznań 1930, wyd. Poznańskie Towarzystwo Przyjaciół Nauk.
- Listy do Delfiny Potockiej. II. 1843-1845.  Zygmunt Krasiński, przysposobił do druku Adam Żółtowski. Poznań 1935, wyd. Poznańskie Towarzystwo Przyjaciół Nauk.
- Listy do Delfiny Potockiej. III. 1846-1848.  Zygmunt Krasiński, przysposobił do druku Adam Żółtowski. Poznań 1938, wyd. Poznańskie Towarzystwo Przyjaciół Nauk.

## Ordery i odznaczenia
- Krzyż Komandorski Orderu Odrodzenia Polski – 2 maja 1923 „za zasługi, położone około przyłączenia Górnego Śląska do Rzeczypospolitej Polskiej”[6][7]
- Krzyż Walecznych